# Мертел (Міссісіпі)
Мертел (англ. Myrtle) — місто (англ. town) в США, в окрузі Юніон штату Міссісіпі. Населення — 484 особи (2020).

## Географія
Мертел розташований за координатами 34°33′38″ пн. ш. 89°7′4″ зх. д. / 34.56056° пн. ш. 89.11778° зх. д. (34.560519, -89.117865).  За даними Бюро перепису населення США в 2010 році місто мало площу 5,40 км², уся площа — суходіл.

## Демографія
Згідно з переписом 2010 року, у місті мешкало 490 осіб у 202 домогосподарствах у складі 130 родин. Густота населення становила 91 особа/км².  Було 236 помешкань (44/км²).
Расовий склад населення:
| - 79,4 % — білих - 14,3 % — чорних або афроамериканців - 0,2 % — корінних американців - 4,5 % — осіб інших рас |

До двох чи більше рас належало 1,6 %. Частка іспаномовних становила 5,1 % від усіх жителів.
За віковим діапазоном населення розподілялося таким чином: 27,1 % — особи молодші 18 років, 57,4 % — особи у віці 18—64 років, 15,5 % — особи у віці 65 років та старші. Медіана віку мешканця становила 36,2 року. На 100 осіб жіночої статі у місті припадало 92,9 чоловіків;  на 100 жінок у віці від 18 років та старших — 84,0 чоловіків також старших 18 років.
Середній дохід на одне домашнє господарство  становив 44 769 доларів США (медіана — 25 833), а середній дохід на одну сім'ю — 55 460 доларів (медіана — 50 625). За межею бідності перебувало 19,7 % осіб, у тому числі 15,6 % дітей у віці до 18 років та 18,6 % осіб у віці 65 років та старших.
Цивільне працевлаштоване населення становило 190 осіб. Основні галузі зайнятості: роздрібна торгівля — 23,2 %, освіта, охорона здоров'я та соціальна допомога — 22,6 %, виробництво — 11,1 %, мистецтво, розваги та відпочинок — 10,0 %.